# Duke Lemur Center

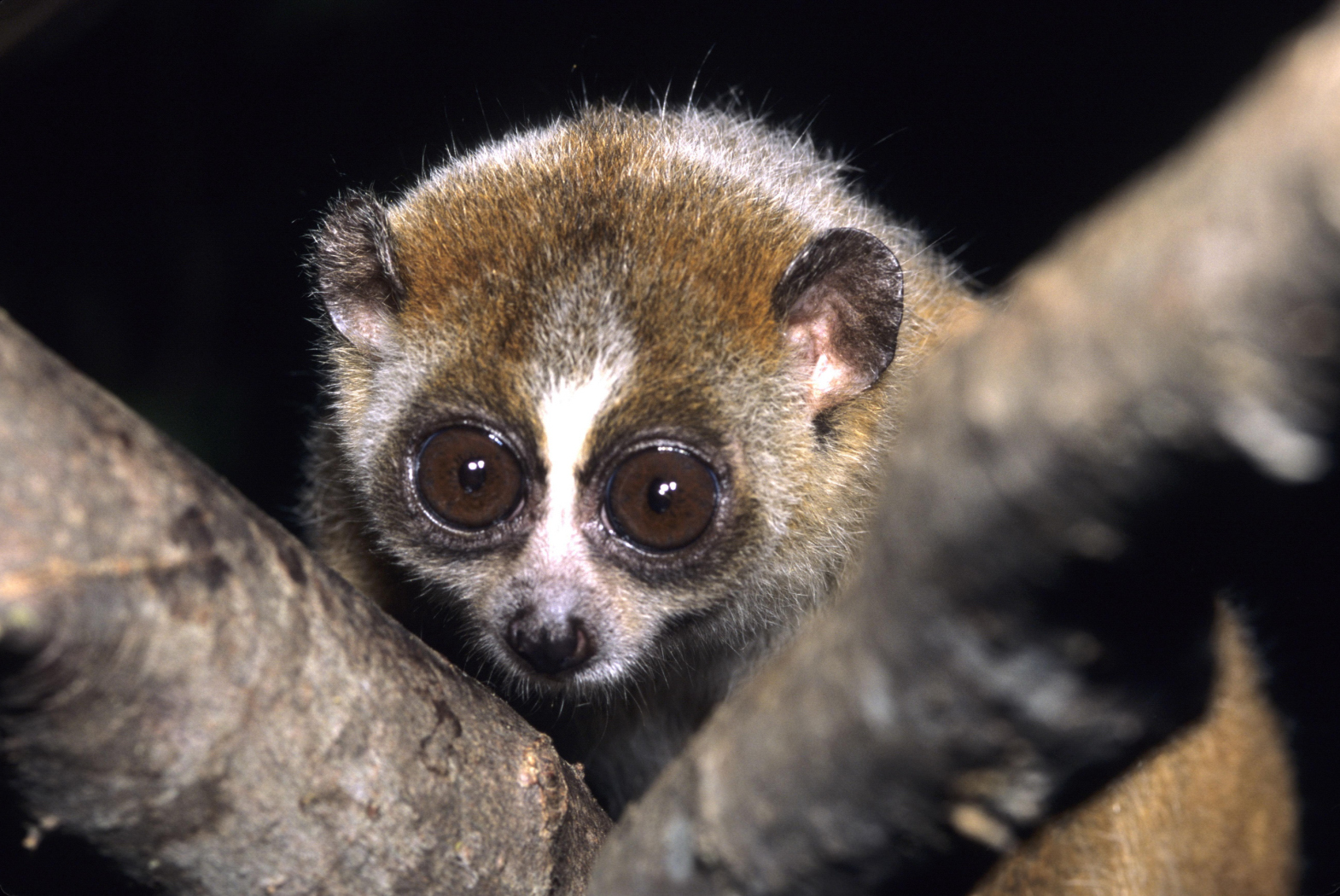
een kleine plompe lori (Nycticebus pygmaeus) in het opvangcentrum

Het Duke Lemur Center is een opvangcentrum voor verschillende soorten lemuren en loriachtigen, gevestigd op Duke University in Durham in de Amerikaanse staat North Carolina. Het centrum is in 1966 opgericht door John Buettner-Janusch. De opvang heeft een oppervlakte van 34 hectare en is de grootste in zijn soort. Het huisvest ruim twintig verschillende soorten, waaronder de ringstaartmaki, het vingerdier en de kleine plompe lori.